# NGC 3291
Désignations
NGC 3291 est une étoile située dans la constellation du Petit Lion.
L'astronome français Guillaume Bigourdan a enregistré la position de cette paire d'étoiles le 5 avril 1885.